# Charaxes staudingeri
Charaxes staudingeri är en fjärilsart som beskrevs av Rothschild 1894. Charaxes staudingeri ingår i släktet Charaxes och familjen praktfjärilar. Inga underarter finns listade i Catalogue of Life.